# Arsenale militare (Torino)
L'Arsenale militare di Torino è un insieme di edifici storici collocato nel rione di Borgo Dora a Torino. 
L'insieme è stato destinato a usi militari dal Cinquecento al Novecento ed è stato oggetto di diverse ristrutturazioni. Dopo un devastante incendio, fu ristrutturato nella seconda metà dell'Ottocento con la costruzione di officine, magazzini per lo stoccaggio dei materiali, una caserma e una struttura porticata chiamata Caserma Cavalli. 
Le costruzioni ottocentesche furono gravemente danneggiate durante la seconda guerra mondiale. Nel dopoguerra vennero recuperati e adibiti a scopi civili solo due degli edifici originali: una parte dell'ex arsenale, divenuta sede del Sermig, e l'ex Caserma Cavalli, divenuta sede della Scuola Holden.

## Storia

### La polveriera
L'impiego della zona a scopi militari risale al 1582, quando Antonio Ponte riconvertì a polveriera  una struttura già esistente.
Tra il 1775 e il 1778 la polveriera fu ricostruita dal governo sabaudo su un progetto di Antonio Quaglia.
La struttura fu poi gradualmente ampliata fino a quando, il 26 aprile del 1852, al suo interno non si sviluppò un incendio dovuto a combustione spontanea. L'intervento eroico di un sergente polverista, Paolo Sacchi, evitò danni ancora più gravi, ma l’esplosione di circa 25.000 chilogrammi di polvere da sparo provocò la quasi immediata distruzione di buona parte degli edifici e dei macchinari. Una tragedia che costò anche un prezzo notevole in termini di vite umane: tra le macerie si contarono 20 morti e 19 feriti, 3 dei quali deceduti in ospedale.

### L'arsenale
Il complesso e le caserme adiacenti furono quindi ricostruiti dal Genio militare, con l'unità d'Italia, a partire dal 1862 sulla base di un progetto di Giovanni Castellazzi, e vi fu spostato, dalla vecchia sede, l'arsenale militare, con la denominazione di Arsenale delle Costruzioni di Artiglieria.
Il progetto prevedeva uno spazio adibito ai magazzini per lo stoccaggio, una caserma e delle officine produttive. Alle officine era annesso un edificio porticato, chiamato Caserma Cavalli, che ne costituiva l'accesso monumentale. Un comprensorio per un totale di circa 60.000 metri quadrati.
I livelli massimi di produttività si raggiunsero durante la prima guerra mondiale.

### I danni prodotti dai bombardamenti
Durante la seconda guerra mondiale il complesso fu gravemente danneggiato dai bombardamenti alleati dell'8 dicembre 1942 e del 13 luglio 1943. I bombardamenti portarono alla distruzione delle tettoie, dei magazzini e dell'officina a causa di bombe dirompenti e incendiarie, al crollo dei muricci e al lesionamento delle volte. In totale 45 locali furono distrutti e altri 60 danneggiati.
I bombardamenti e le demolizioni successive portarono al mantenimento di due soli edifici ottocenteschi: l'ex arsenale e l'ex Caserma Cavalli. L’Arsenale riprende dopo il conflitto  l’attività produttiva, fino agli anni '70.

### Riconversione
Il primo edificio rimase poi in abbandono fino al 1983, quando il Sermig (Servizio Missionario Giovani, fondato nel 1964 a Torino da Ernesto Olivero) iniziò a ristrutturarlo per farne la propria sede e riconvertire gli spazi. 
Da allora è la sede del Sermig e ha preso il nome di Arsenale della pace.
L'ex Caserma Cavalli attraversò un periodo di abbandono più lungo: un programma di valorizzazione fu avviato dal comune di Torino solo nel 2012. In quell'anno la proprietà venne trasferita alla Scuola Holden, che nei 14 mesi successivi portò avanti la ristrutturazione dell'immobile. L'inaugurazione della nuova sede della scuola nell'edificio avvenne nel 2013.